# Sergio Tedesco
Sergio Tedesco (La Spezia, 23 aprile 1928 – Perugia, 3 giugno 2012) è stato un attore, doppiatore e tenore italiano.

## Biografia

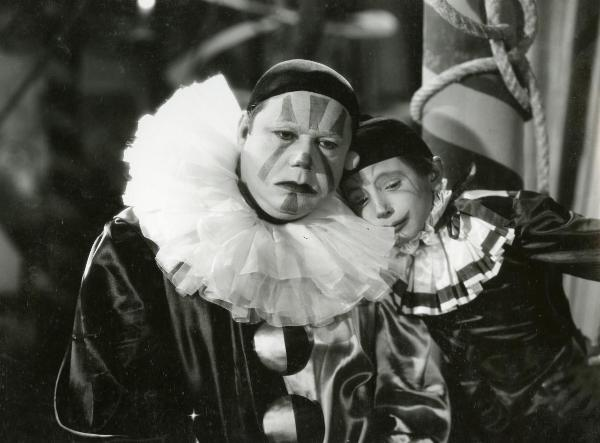
Sergio Tedesco bambino, a destra, con Juan de Landa vestiti da clown in una scena del film La forza bruta (1941)

### L'infanzia
Nato a La Spezia nel 1928, aveva un fratello maggiore. Perde il padre a soli 9 anni e la madre gli consente di recarsi a Roma, mettendolo a pensione da una governante e consentendogli di studiare canto. Prima dei 14 anni prende parte a cinque film, Il bazar delle idee, La forza bruta, Serata di gala, Amore imperiale, L'angelo bianco, diretti tra gli altri da Anton Giulio Bragaglia.
Nello stesso periodo inizia la sua attività di doppiatore, prestando la sua voce a protagonisti bambini. Entra a far parte del "Coro delle voci bianche" del Teatro dell'Opera di Roma, prendendo parte a produzioni come la Carmen, o interpretando ruoli solisti come il pastorello nella Tosca.
Alla fine della guerra, di ritorno a Roma si iscrive all'Istituto d'Arte e riprende la sua attività artistica, lavorando per 5 anni all'EIAR nel Teatro Comico Musicale e al doppiaggio. A 17 anni, per interessamento di Beniamino Gigli, entra al conservatorio Santa Cecilia di Roma per studiare canto, ma a 19 anni lo lascia senza diplomarsi, avendo comunque ricevuto una solida preparazione vocale.

### La giovinezza
Nel 1946, dopo il diploma all'Istituto d'arte, Sergio Tedesco si iscrive alla facoltà di architettura, ma darà soltanto pochi esami. Esordisce come attore di prosa nel Come vi piace di William Shakespeare, per la regia di Luchino Visconti e le scene di Salvador Dalí. Nello stesso periodo affianca alla prosa e al doppiaggio una fitta attività radiofonica, venendo scritturato per 5 anni al Teatro Comico Musicale della Rai. In quel periodo incontra quello che sarà il suo maestro di canto, Armando Piervenanzi, e riprende gli studi di canto. Nel 1956 esordisce al Maggio Musicale Fiorentino, diretto in quel periodo dall'impresario Francesco Siciliani, nel ruolo di Arlecchino, nel melodramma Le maschere di Pietro Mascagni, diretto da Gianandrea Gavazzeni, con la regia di Anton Giulio Bragaglia.
Tedesco dunque diviene un buon tenore caratterista, e quest'ultima attività è forse la seconda a pari merito a quella di doppiatore. In seguito interpreterà il personaggio di Arlecchino in tutte le opere nelle quali compare (Arlecchinata di Antonio Salieri, Pagliacci di Ruggero Leoncavallo, Le furie di Arlecchino di Lualdi, Arlecchino di Ferruccio Busoni). L'amicizia con Siciliani e la sua famiglia durerà per tutta la vita e sarà proprio costui a consigliargli di dedicarsi a un repertorio ben specifico di tenore caratterista, nell'ambito del quale sarà protagonista di numerose prime.

### La maturità
Sergio Tedesco concluderà la sua carriera lirica nel 1998 dopo 52 anni, avendo cantato in molti tra i più importanti teatri italiani, europei e sudamericani, tra i quali: Scala di Milano, Comunale di Parma, Verdi di Reggio Emilia, Comunale di Firenze, Comunale di Bologna, Bregenz, Colonia, Opéra di Parigi, Nazionale di San Paulo del Brasile e molti altri.

Sergio Tedesco nel 1984

Dopo la fine del primo matrimonio si è risposato con il soprano veneziano Daniela Mazzucato. Dopo il divorzio ha condiviso gli ultimi 17 anni con la traduttrice e scrittrice Simona Esposito, allieva e sua biografa, assieme alla quale si dedica all'attività di docenza a titolo gratuito e alla beneficenza. Viveva a Ponte San Giovanni (Perugia) e ha avuto due figli, Maurizio, produttore cinematografico e Paola, attrice di teatro e televisiva.
La sua carriera di doppiatore (a lui si deve anche l'invenzione dell'urlo di Tarzan, personaggio interpretato da Johnny Weissmuller) si conclude tre mesi prima della morte con il doppiaggio della settima stagione di American Dad, in cui presta la voce al personaggio di Avery Bullock.

### Morte
È morto a Perugia il 3 giugno 2012, all'età di 84 anni. Dopo due giorni il funerale nella chiesa di Ponte San Giovanni.  Tutte le notizie relative alla vita artistica e privata di Sergio Tedesco vengono dagli appunti da lui consegnati alla compagna per la redazione della sua biografia e dagli articoli di giornale.

## Filmografia

### Cinema
- Il bazar delle idee, regia di Marcello Albani (1941)
- La forza bruta, regia di Carlo Ludovico Bragaglia (1941)
- Amore imperiale, regia di Alessandro Volkoff (1941)
- L'angelo bianco, regia di Raffaele Matarazzo (1955)
- Giurò... e li uccise ad uno ad uno... Piluk il timido, regia di Guido Celano (1968)
- Fuga dal Paradiso, regia di Ettore Pasculli (1989)
- The house of chicken, regia di Pietro Sussi (2001)

## Teatro
- As you like it di William Shakespeare, regia di Luchino Visconti (1948)
- I cugini stranieri di Turi Vasile (1950)
- Una lettera d'amore di Tennessee Williams, regia di Ulisse Santicchi (1991)
- Norimberga di Lucia Nardi e Annalisa Scafi, regia di Emanuela Giordan (2002)

## Lirica
- Un re in ascolto (venerdì) di Luciano Berio
- Arlecchino (Arlecchino) di Ferruccio Busoni
- Il console (il prestigiatore) di Giancarlo Menotti
- Wozzeck (Andres) di Alban Berg
- Elisabetta (l'ufficiale prussiano) di Giulio Viozzi
- Il cappello di paglia di Firenze (il visconte e la guardia) di Nino Rota
- Ascesa e caduta della città di Mahagonny (Jack e Tobby Higgins) di Kurt Weill
- Il ritratto di Dorian Gray (Dorian Gray) di Franco Mannino
- Il pozzo e il pendolo (Edgar) di Bruno Bettinelli
- Pubblicità ninfa gentile (Jingle) di Gino Negri
- I capricci di Callot (il poeta) di Gian Francesco Malipiero
- Il tenore sconfitto (il tenore) di Vincenzo Tommasini
- Pantea (Carcino ed Enofilo) di Michele Lizzi
- Amleto (Marcello, Caric e Prologo) di Mario Zafred
- Il giovane Lord (il professore) di Hans Werner Henze
- Il lungo pranzo di Natale (Roderick) di Paul Hindemith
- Dantons Tod (Desmoulines) di Gottfried von Einem
- Le furie di Arlecchino (Arlecchino) di Adriano Lualdi
- La grançeola (Marchetto) di Adriano Lualdi
- Il sorriso ai piedi di una scala (Guido) di Antonio Bibalo
- Il prigioniero (il prigioniero) di Luigi Dallapiccola
- Morte dell'aria (il cronista) di Goffredo Petrassi
- Ifigenia (Corifeo) di Ildebrando Pizzetti
- Il calzare d'argento (Turinghello) di Ildebrando Pizzetti
- Clitennestra (l'araldo) di Ildebrando Pizzetti
- Il tamburo di panno di Orazio Fiume
- Il contratto (Damaskinos) di Virgilio Mortari
- La guerra (il figlio cieco) di Renzo Rossellini
- Uno sguardo dal ponte (l'avvocato) di Renzo Rossellini
- L'amore dei tre re (Flaminio) di Italo Montemezzi
- Le preziose ridicole (la Grange) di Felice Lattuada
- Tartarin di Tarascona (il principe Gregorio) di Carmine Guarino
- Divara (lo zoppo) di Azio Corghi
- Il pozzo e il pendolo di Bruno Bettinelli (1967)
- Le convenienze ed inconvenienze teatrali (Bongiovanni) di Gaetano Donizetti
- Iris di Pietro Mascagni - Plácido Domingo/Bonaldo Giaiotti/Chor des Bayerischen Rundfunks/Giuseppe Patanè/Ilona Tokody/Juan Pons/Münchner Rundfunkorchester, 1989 SONY BMG/CBS
- Mefistofele di Arrigo Boito (1990)
- La traviata di Giuseppe Verdi - Victoria de los Ángeles/Orchestra del Teatro dell'Opera di Roma/Tullio Serafin, 1960 EMI/Warner
- Pierino e il lupo di Sergej Prokof'ev
- La forza del destino - Renata Tebaldi/Giuseppe Di Stefano/Gian Giacomo Guelfi/Giulio Neri/Fedora Barbieri/Melchiorre Luise/Orchestra e Coro del Teatro Comunale di Firenze/Gabriele Santini, Myto (1992)

## Operetta
- Cin Ci La (il principe Ciclamino)
- La duchessa di Chicago (Sandor Boris)
- La vedova allegra (Raoul de Saint-Brioche)
- Al Cavallino Bianco (Giorgio Bellati)
- Il fiore di Hawaii (Reginald Haral Stone, capitano) di Paul Abraham, con la Mazzucato, Basiola, Gloria Paul e Massimini nel Teatro Stabile Politeama Rossetti (1971)
- Madama di Tebe (Babà)
- La casta Susanna (Renato Pommery)
- La ballerina Fanny Elssler (Johann Essler padre)

## Regia teatrale
Sergio Tedesco ha curato la regia di opere tra le quali:
- Il tabarro di Giacomo Puccini a Tours
- Le preziose ridicole di Felice Lattuada, dal libretto di Arturo Rossato, tratto dall'omonima commedia di Molière a Ravenna
- Le furie di Arlecchino di Lualdi

## Doppiaggio

### Film
- Albert Finney in La più bella storia di Dickens, Spara alla luna, La doppia vita di Dan Craig
- Harry Carey Jr. in Niagara, La campana ha suonato, Il grande sentiero
- Jim Broadbent in Nicholas Nickleby, The Young Victoria
- Lionel Barrymore in Mata Hari
- Robert Duvall in M*A*S*H, Killer Elite
- Victor Buono in Che fine ha fatto Baby Jane?
- Whit Bissell in Ultima notte a Warlock
- Richard Jaeckel in Quella sporca dozzina
- Yul Brynner in Il papavero è anche un fiore
- Fortunio Bonanova in Quarto potere
- Casey Adams in Uomini alla ventura
- Ángel del Pozo in Per pochi dollari ancora
- Joe Baker in Bugsy
- Steven Berkoff in Octopussy - Operazione piovra
- James Tolkan in Accadde in paradiso, Gli strangolatori della collina, Ritorno al futuro - Parte II
- Jeff Burton in Il pianeta delle scimmie
- Richard Chamberlain in Conto in sospeso
- Tom Courtenay in Il dottor Živago
- Allan Cuthbertson ne La settima alba
- Tomas Milian in Amistad
- David Tomlinson in Un Maggiolino tutto matto
- Marco Tulli in Il compagno don Camillo
- Mauro Vestri in Il secondo tragico Fantozzi
- Eli Wallach in Come rubare un milione di dollari e vivere felici
- Cyril Cusack in La commedia degli errori
- Denholm Elliott in Indiana Jones e l'ultima crociata
- Klaus Kinski in Per una bara piena di dollari
- Clint Eastwood in Lady Godiva
- Tony Musante in New York: ore tre - L'ora dei vigliacchi, Inchiesta pericolosa
- Vic Morrow in Cimarron
- Karl Malden in Nevada Smith
- E.G. Marshall in Tora! Tora! Tora!
- Malcolm McDowell in La notte dei sensi, Mortacci
- Edward Hardwicke in La lettera scarlatta
- Marcello Martana in Delitto sull'autostrada
- Joe Gray in A qualcuno piace caldo
- Norman Lloyd in L'attimo fuggente
- Richard Castle in All'inferno e ritorno
- David Sheiner in La strana coppia
- Fernand Ledoux in L'angelo del male
- Red Buttons in Hatari!
- Ty Hardin in L'uomo della valle maledetta
- Peter Brown in L'urlo della battaglia
- Vernon Dobtcheff in The Order
- Desmond Llewelyn in 007 - Vendetta privata
- John Ashton in Instinct - Istinto primordiale
- Gabriel Byrne in La fortezza
- John Candy in JFK - Un caso ancora aperto
- Michel Galabru in Tre gendarmi a New York, Calma ragazze, oggi mi sposo
- Enzo Garinei in Guardatele ma non toccatele
- Pierre Tabard in Trapezio
- Terry-Thomas in Quei temerari sulle loro pazze, scatenate, scalcinate carriole
- Jiří Menzel in Treni strettamente sorvegliati
- Joe Flynn in Amore, ritorna!
- Omero Capanna in Le meraviglie di Aladino
- Aldo Sambrell in I due violenti
- José Guardiola in Texas addio
- Jack Mullaney in Per favore non toccate le palline
- Carleton Carpenter in Femmina contesa
- Hugo Blanco in The Bounty Killer

### Film d'animazione
- Giac in Cenerentola
- Principe Filippo in La bella addormentata nel bosco
- Annunciatore TV in La carica dei cento e uno
- Kaa in Il libro della giungla e Il libro della giungla 2
- Volpe e Arlecchino in Un burattino di nome Pinocchio
- Sir Biss in Robin Hood
- Sam l'aquila in Ecco il film dei Muppet, Giallo in casa Muppet, Festa in casa Muppet, I Muppet nell'isola del tesoro, I Muppets venuti dallo spazio
- Statler in Ecco il film dei Muppet, Festa in casa Muppet, I Muppet nell'isola del tesoro
- Max Trivellone ne Le 13 fatiche di Ercolino
- Simbad ne Le meravigliose avventure di Simbad
- Tasso McTass e voce narrante dell'episodio "La valle addormentata" ne Le avventure di Ichabod e Mr. Toad
- Re Gourmet in Dragon Ball - La leggenda delle sette sfere
- Jenner in Brisby e il segreto di NIMH
- Bombardone in La leggenda del Vento del Nord

### Film TV e miniserie
- Horst Buchholz in Fantaghirò 4, La meravigliosa storia di Fantaghirò
- Karl-Otto Alberty in Odissea (1968)
- Michel Bouquet in Mozart
- Christopher Lee in Odissea (1997)
- Ken Jenkins in Guerra al virus

### Serie televisive
- Frank Langella in Star Trek: Deep Space Nine
- John Forsythe in Dynasty
- Jude Ciccolella in 24
- Bruce Dern in Big Love
- Lloyd Bridges in Il profumo del successo
- Jon Cypher in Agli ordini papà
- Charles Cyphers in Nick Freno
- Ken James in T & T
- Paul Sorvino in Perry Mason
- Albert Hague in Saranno famosi
- Rod Serling in Ai confini della realtà
- Leif Erickson in Ai confini dell'Arizona
- Yvon Bouchard in Arsenio Lupin
- James Tolkan in Cobra investigazioni
- William Schilling in Segni particolari: genio
- Keith Michell in La signora in giallo
- Donald Moffat in La fuga di Logan
- David Burke e Edward Hardwicke in Le avventure di Sherlock Holmes
- James Karen e Shelley Berman in Walker Texas Ranger
- John Neville in L'undicesima ora
- Ralph Cotterill in Halifax
- Mason Adams in Perry Mason
- George Touliatos in Sul luogo del delitto
- Leon Russom in Prison Break
- John Cullum in Law & Order - Unità vittime speciali (ep. 7x06)

### Soap opera
- Brett Hadley in Febbre d'amore
- James Mitchell in La valle dei pini

### Cartoni animati
- Avery Bullock (1ª voce) in American Dad!
- Cotton Hills in King of the Hill
- Re Luigi in TaleSpin
- Jaga in Thundercats
- Claude Frollo in Quasimodo
- Fra Pappina in Marcellino pane e vino
- Asakura in Armitage III

## Prosa radiofonica Rai
- Tartarino sulle Alpi di Alphonse Daudet, regia di Nino Meloni, trasmessa il 1º marzo 1957.